# Tarifa
Tarifa er en by og kommune i det sydlige Spanien i provinsen Cádiz. Den har et indbyggertal på 18.664 (2024) indbyggere. Byen er den sydligste by på det kontinentale Europa og dermed også i Spanien. Byen ligger vest for Gibraltar, ud til Gibraltarstrædet med ca. 15 km til den afrikanske kyst.
Det blæsende vejr, der næsten altid hersker i dette hjørne af landet, har medført, at der i området omkring Tarifa findes et utal af vindmøller.

## Transport
Der er regelmæssige færgeafgange mellem Tarifa og Tanger i Marokko i Nordafrika. Der er busforbindelse til Algeciras, (20 km mod nordøst) og til Sevilla (200 km mod nord).

## Windsurfing
På grund af de voldsomme vinde i området er byen meget populær blandt de forskellige brætsejlere og surfere. Når vinden kommer fra Atlanterhavet er den kraftigere end vinden fra Middelhavet, hvilket tillige giver en hel del bølger.

## Galleri
- Europas sydligste punkt med bjergene i Marokko i baggrunden
- Tarifa set fra Satellit